# کردکندی (چاراویماق)
کردکندی یکی از روستاهای استان آذربایجان شرقی است که در دهستان چاراویماق مرکزی بخش مرکزی شهرستان چاراویماق واقع شده‌است

## نام
کردکندی از دو بخش فارسی و ترکی ساخته شده ، که بخش نخست آن «کرد»دگرگون شده واژه فارسی پهلوی «گرد» بمعنای دلاور است و بخش دوم آن کند و کندی یک پسوند ترکی به معنای روستاست.یعنی هنگامی که می گوییم روستای کردکندی روستای روستای کرد از اینرو کابرد درست آن «روستای کرد» است که بمعنای «روستای دلاوران» می‌باشد.
کرد کندی چاراویماق را اهالی کور کندی تلفظ می‌کنند 
کور به معنی تل گندم و غله  در خرمن می‌باشد و کند به معنی روستا
این روستا و چاراویماق در تولید گندم در آذربایجان شرقی مقام اول را دارد.
و در رابطه با کور کندی اصطلاح گئدیب کور کندینه یعنی دست خالی برنمی گرده  را داریم.
وجه تسمیه اولی دور از واقعیت و حاصل تخیل می‌باشد.